# فرودگاه فروس استاوانگر
فرودگاه فروس استاوانگر (به انگلیسی: Stavanger Airport, Forus) (به زبان بومی: Stavanger lufthavn, Forus) یک فرودگاه است که یک باند فرود بتن دارد. این فرودگاه در شهر استاوانگر کشور نروژ قرار دارد .